# 오승룡
오승룡(吳昇龍, 1934년 10월 12일~2022년 2월 21일)은 대한민국의 성우 겸 배우이다.
1954년 연극배우 첫 데뷔하였으며 같은 해 서울중앙방송 제1기 성우 정식 데뷔하였다. 라디오 드라마 데뷔작은 《청실홍실》이다. 그는 초기 라디오 드라마 작품 《현해탄은 알고 있다》에서는 해군 일등병 모리 역으로 출연해 잔인한 일본 군인의 전형적 모습을 열연하는 등 악역에 특기를 보이는가 하면, 코미디에도 자질을 나타내었다. 한때 문화방송의 프로그램 《오발탄》에 참여해 프로그램의 성공에 공헌하기도 했다.
2008년부터 2011년까지 TBN과 TBS에서 '오승룡의 서울이야기'와 '오승룡의 길따라 노래따라'를 진행했다.

## 어린 시절과 청년 시절
- 5세 당시 서울 덕성유치원 입학.
- 8세 당시 서울 덕성유치원 수료.
- 8세 당시 서울 종암국민학교 입학.
- 11세 당시 충청남도 공주 유구국민학교 전학.
- 13세 당시 서울 덕수국민학교 전학.
- 14세 당시 서울 덕수국민학교 졸업. 서울 경기중학교 입학.
- 15세 당시 전라북도 군산중학교 전학.
- 17세 당시 전라북도 군산중학교 졸업. 전라북도 군산고등학교 입학.
- 18세 당시 서울 경기고등학교 전학.
- 20세 당시 서울 경기고등학교 졸업.
- 21세 당시 서울 중앙대학교 생물학과 입학.
- 22세 당시 군 입대.
- 25세 당시 전역.
- 26세 당시 서울 중앙대학교 생물학과 복학.
- 27세 당시 서울 중앙대학교 국어국문학과 전과.
- 29세 당시 서울 중앙대학교 국어국문학과 학사 취득.

## 주요 출연작

### 라디오
- tbs 교통방송 라디오 오승룡의 서울이야기
- TBN 한국교통방송 라디오 오승룡의 길따라 노래따라
- TBN 부산교통방송 라디오 오승룡의 부산야곡
- TBN 대전교통방송 라디오 오승룡의 대전블루스
- KBS 제2라디오 KBS 무대 10년(빈가지 위에 눈꽃이 피다)
- 똘똘이의 대모험
- KBS 제1라디오 큰사위 작은사위
- MBC 표준FM 싱글벙글쇼

### 애니메이션
2010년
- 서몬마스터즈 블루드래곤 (2010년 ~ 2011년) (챔프) - 해설/네네[1]

### 방송
- 아침마당(KBS 1TV)
- TV는 사랑을 싣고(KBS 2TV)
- TV쇼 진품명품(KBS 1TV)
- KBS 8 뉴스타임(KBS 2TV)
- 남북의 창(KBS 1TV)

## 서훈
- 2011년 보관문화훈장(3등급)

## 가족 관계
- 배우자
  - 장남: 오준석
  - 장녀: 오숙현
  - 차남: 오정석(1968년 11월 9일(56세) ~ ) - 연극배우 겸 탤런트
  - 차녀: 오지현
- 친제: 오세남